# Agustí Grau i Huguet

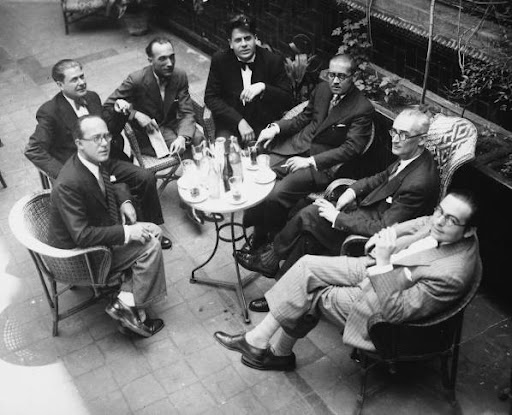
Unabhängige Komponisten Kataloniens (CIC). Von links nach rechts: Robert Gerhard, Agustí Grau, Joan Gibert Camins, Eduard Toldrà, Manuel Blancafort, Baltasar Samper und Ricard Lamote de Grignon. Auf dem Bild fehlt Frederic Mompou. (1931)

Agustí Grau i Huguet (* 23. März 1893 in Alforja (Provinz Tarragona); † 1964) war ein katalanischer Komponist und Musikkritiker. Grau war das am wenigsten bekannte Mitglied der Gruppe der Acht bzw. der Gruppe unabhängiger katalanischer Komponisten (CIC), wie sie auch genannt wurde.

## Leben und Werk
Grau studierte Klavier und Komposition bei Enric Morera am Conservatori Superior de Música del Liceu. Er kombinierte seine Tätigkeit als Komponist von Beginn an mit der Musikkritik. 1923 gründete und leitete er die Revista Catalana de Música. Er arbeitete auch an der Zeitschrift Vibracions mit. Er arbeitete mit zahlreichen weiteren katalanischen Publikationsorganen zusammen.
Sein kompositorisches Werk ist eher klein. Darin finden sich Werke für Klavier, Klavier und Gesang, Klavier solo und sogar eine Oper namens Laya. 1930 hatte Grau die Barkarole Tamarit für Klavier komponiert, die in ihrem Mittelteil mozarabische Lieder aus den Gebieten um Tarragona verwendet.

## Ausgewählte Werke
- Corranda (Alter katalanischer Tanz) (1929), für Gitarre
- Tamarit (Barkarole) (1930), für Klavier
- Fable (Kleine Tragödie zwischen zwei Perlen) (1934), für Gitarre
- Berceuse ancienne (Hervorrufung) (1957), für Gitarre
- Escenes de la llar (Szenen am Kamin), für Violine und Klavier
- Hores intime, für Klavier